# Colelia, Ialomița
Colelia este o comună în județul Ialomița, Muntenia, România, formată numai din satul de reședință cu același nume.

## Așezare
Comuna se află în nordul județului, la limita cu județul Buzău. Este traversată de șoseaua județeană DJ102H care duce spre est la Cocora, Reviga și Miloșești (unde se termină în DN2C); și spre nord-vest la Grindu și mai departe în județul Buzău la Glodeanu-Siliștea și Glodeanu Sărat (unde se termină în DN2).

## Demografie
Componența etnică a comunei Colelia
     Români (94,64%)
     Alte etnii (5,36%)
Componența confesională a comunei Colelia
     Ortodocși (94,24%)
     Alte religii (0,51%)
     Necunoscută (5,26%)
Conform recensământului efectuat în 2021, populația comunei Colelia se ridică la 989 de locuitori, în scădere față de recensământul anterior din 2011, când fuseseră înregistrați 1.212 locuitori. Majoritatea locuitorilor sunt români (94,64%). Din punct de vedere confesional, majoritatea locuitorilor sunt ortodocși (94,24%), iar pentru 5,26% nu se cunoaște apartenența confesională.

## Politică și administrație
Comuna Colelia este administrată de un primar și un consiliu local compus din 9 consilieri. Primarul, Nichita Niță[*], de la Partidul Social Democrat, este în funcție din 2005. Începând cu alegerile locale din 2024, consiliul local are următoarea componență pe partide politice:
|  | Partid                   | Consilieri | Componența Consiliului | Componența Consiliului | Componența Consiliului | Componența Consiliului | Componența Consiliului | Componența Consiliului | Componența Consiliului | Componența Consiliului | Componența Consiliului |
|  | ------------------------ | ---------- | ---------------------- | ---------------------- | ---------------------- | ---------------------- | ---------------------- | ---------------------- | ---------------------- | ---------------------- | ---------------------- |
|  | Partidul Social Democrat | 9          |                        |                        |                        |                        |                        |                        |                        |                        |                        |

## Istorie
La sfârșitul secolului al XIX-lea, comuna Colelia făcea parte din plasa Ialomița-Balta a județului Ialomița și era formată doar din satul de reședință, cu 1044 de locuitori. În comună funcționau două școli (una de băieți, cu 60 de elevi și una de fete cu 8 eleve) și o biserică. În 1925, Anuarul Socec o consemnează în plasa Căzănești a aceluiași județ, cu o populație de 1280 de locuitori.
În 1950, a fost arondată raionului Urziceni din regiunea Ialomița și apoi (după 1952) raionului Slobozia din regiunea București. În 1968, a revenit la județul Ialomița (reînființat), dar a fost imediat desființată, satul ei trecând în administrarea comunei Cocora. Comuna a fost reînființată în 2005.